# Canton de Mende
Le canton de Mende est un ancien canton français du département de la Lozère.

## Histoire
Il est créé en 1800. Le 15 janvier 1982, il donne naissance aux deux cantons de Mende-Nord et Mende-Sud.

## Représentation
Sources : Annuaires du département de la Lozère. https://gallica.bnf.fr/ark:/12148/cb326955871/date

### Conseillers généraux de 1833 à 1982
| Période | Période          | Identité                       | Étiquette                             | Qualité |
| ------- | ---------------- | ------------------------------ | ------------------------------------- | --- |
| 1833    | 1851 (décès)     | Pierre Hyacinthe Gabriel Guyot |                                       | Notaire Ancien Maire de Mende (1825-1830) |
| 1851    | 1861             | Fortuné Renouard               | Droite                                | Avoué puis avocat à Mende Président du Tribunal civil Député (1848-1852) Président du Conseil Général (1852-1860)                                                                  |
| 1861    | 1870             | Théophile Roussel              | GR                                    | Médecin Député (1849-1851 et 1871-1879) Sénateur (1879-1903) Président du Conseil Général (1873-1874 et 1883-1903)                                                                 |
| 1870    | 1871             | Frédéric Barrot                |                                       | Propriétaire du Château de Planchamp à Pied-de-Borne |
| 1871    | 1909 (décès)     | Amédée Monteils                | Union des droites- Républicain rallié | Docteur-médecin-chef à l'hôpital de Mende Député (1877-1881 et 1885-1889) |
| 1909    | 1928 (décès)     | Paulin Daudé-Gleize            | Conservateur                          | Avocat Sénateur (1906-1928) Maire de Mende (1919-1929) |
| 1928    | 1937             | Édouard Bousquet               | URD                                   | Médecin à Mende Premier adjoint au Maire de Mende Député (1932-1942) |
| 1937    | 1940             | Charles Morel                  | PSF                                   | Médecin Conseiller municipal de Mende (1929-1935), conseiller d'arrondissement Membre de la Commission administrative départementale (1941) Nommé conseiller départemental en 1942 |
|         |                  |                                |                                       | |
| 1945    | 1951             | Charles Morel                  | PPUS-CNIP                             | Médecin Conseiller municipal de Mende (1929-1935), ancien conseiller d'arrondissement, ancien résistant Sénateur (1946-1955)                                                       |
| 1951    | 1958             | Jean-Baptiste Hugonnet         | SFIO                                  | Professeur retraité Ancien conseiller municipal de Thiers (Puy-de-Dôme) |
| 1958    | 1982 (démission) | Pierre Couderc                 | RI puis UDF-PR                        | Médecin Maire de Saint-Étienne-du-Valdonnez Député (1962-1981) Maire de Mende (1977-1983)                                                                                          |

### Conseillers d'arrondissement (de 1833 à 1940)
Le canton de Mende avait deux conseillers d'arrondissement.
| Période                                  | Période      | Identité                                         | Étiquette                | Qualité |
| ---------------------------------------- | ------------ | ------------------------------------------------ | ------------------------ | --- |
| 1833                                     | 1839         | Pierre Auguste Jaffard fils (1785-1859)          |                          | Négociant, adjoint au maire de Mende                                                                        |
| 1833                                     | 18           | Jean Hyacinthe Vachin (1790-1873)                |                          | Avocat à Mende, juge de paix, Président du Conseil d'arrondissement                                         |
| 1839                                     | 18           | Aristide Barbot (1800-1860)                      |                          | Médecin à Mende                                                                                             |
|                                          |              |                                                  |                          | |
| av.1864                                  | 1871         | Pierre Alexandre Bécamel                         |                          | Avoué, maire de Mende (1848-1852 et 1874-1867)                                                              |
| av.1864                                  | 1880         | François Barbot (1832-1898, fils d'A.Barbot)     |                          | Médecin, adjoint au maire de Mende                                                                          |
| 1871                                     | 1874 (décès) | Auguste Martinet (1805-1874)                     |                          | Propriétaire, adjoint au maire de Mende, maire de 1873 à 1874                                               |
| 1874                                     | 1886         | Maurice Bourrillon                               | Républicain progressiste | Médecin à Mende, député (1893-1898)                                                                         |
| 1886                                     | 1904 (décès) | Paul Favet (1834-1904)                           |                          | Négociant à Mende                                                                                           |
| 1886                                     | 1887 (décès) | Constant Duboys (1848-1887)                      |                          | Avoué, adjoint au maire de Mende                                                                            |
| 1887                                     | 1892         | Pierre-François Boyer                            |                          | Docteur en médecine à Mende                                                                                 |
| 1892                                     | 1898         | Jules Rouquette                                  |                          | Notaire à Mende                                                                                             |
| 1898                                     | 1910         | Augustin Joly (1867-1949)                        |                          | Docteur-médecin à Mende                                                                                     |
| 1910                                     | 1918 (décès) | Jules Emile Barbot (1872-1918, fils de F.Barbot) | Droite                   | Médecin à Mende                                                                                             |
| 1910                                     | 1919         | Louis Folcher                                    |                          | Propriétaire à Mende                                                                                        |
| 1918                                     | 1919         | siège vacant                                     |                          | |
| 1919                                     | 1931         | François Bon                                     | Droite                   | Agent d'assurances à Mende, maire de Balsièges                                                              |
| 1919                                     | 1940         | Victorin Folcher                                 | URD                      | Avoué, adjoint au maire de Mende, Président de l'Association des mutilés de guerre                          |
| 1931                                     | 1937         | Charles Morel                                    | URD                      | Médecin-accoucheur, conseiller municipal de Mende                                                           |
| 1937                                     | 1940         | Henri Trémolet de Villers                        | PPF                      | Avocat |
| 1940                                     |              |                                                  |                          | Les conseils d'arrondissement ont été suspendus par la loi du 12 octobre 1940 et n'ont jamais été réactivés |
| Les données manquantes sont à compléter. |              |                                                  |                          | |

## Composition
Il était composé des communes suivantes :
1. Badaroux
2. Le Born
3. Chastel-Nouvel
4. Mende
5. Pelouse
6. Balsièges
7. Brenoux
8. Lanuéjols
9. Saint-Bauzile
10. Saint-Étienne-du-Valdonnez